# Caroline Crossley
Pour les articles homonymes, voir Crossley.
Pas d'image ? Cliquez ici

a Compétitions nationales et continentales officielles uniquement.

b Matchs officiels uniquement.
Dernière mise à jour le 10 mai 2025.
Caroline Crossley, née le 19 avril 1998 à New Westminster (Canada), est une joueuse internationale canadienne de rugby à XV et internationale de rugby à sept. À XV, elle évolue en troisième ligne aile et au poste de pilier à sept.

## Biographie
Caroline Crossley naît le 19 avril 1998 à New Westminster au Canada dans une famille passionnée de rugby. Elle débute à l'école primaire, poussée par ses copines : par manque d'effectif, elles jouent avec les garçons. Ce noyau de sept joueuses, aidé par le père de Caroline, va par la suite réussir à créer la première section féminine de rugby à sept au sein de son lycée et de son club des Castaway Wanderers. L'engouement a également été suscité par le beau parcours des Canadiennes à la Coupe du monde 2014.
Elle n'a que seize ans quand elle est sélectionnée pour la première fois avec l'équipe nationale de rugby à sept. Elle débute au tournoi de Dubai en 2015.
Elle remporte avec l'équipe du Canada la médaille d'argent du tournoi de rugby à sept des Jeux olympiques de 2024, organisés à Paris,.
En septembre 2024, elle est sélectionnée avec l'équipe du Canada de rugby à XV pour disputer le WXV. À XV, elle joue avec le club du Castaway Wanderers RFC. Elle joue également la Pacific Four Series puis est sélectionnée pour la Coupe du monde.
Parallèlement au rugby, elle étudie le droit à l'Université McGill de Montréal.

## Palmarès

### À sept
- Médaillée d'argent aux Jeux olympiques de 2024
- Médaillée d'or aux jeux panaméricains de 2019
- 3e de la Série mondiale en 2016, 2017, 2019 et 2020

### Distinctions
- Jeune joueuse canadienne de l'année en 2015